# Храм Николая Чудотворца (Гулистан)
Храм Николая Чудотворца (узб. Avliyo Nikolay ibodatxonasi) — памятник архитектуры, расположенный в городе Гулистан (Сырдарьинская область, Узбекистан). Храм построен в 1945 году в качестве молитвенного дома. В настоящее время является действующим храмом Ташкентской и Узбекистанской епархии Среднеазиатского митрополичьего округа Русской православной церкви. Находится по адресу в городе Гулистан на улице Туркистон дом 94.

## История
В 1890 году в селе Гулистан Туркестанского генерал-губернаторства Российской империи был воздвигнут большой храм из жжёного кирпича. Он вмещал не менее ста прихожан, но он был снесен в 1930-х годах во время советской власти. В 1945 году принято решение о постройки нового молитвенного дома в Гулистане. Новый молитвенный дом был построен из глинобитного кирпича менее чем за год и 9 ноября 1945 года открыл свои двери прихожанам и освещён.
В 1955 году зарегистрирован как храм и освящен в память Святителя Николая. С 10 июня 1955 года была начата реконструкция с разрешения епископа Ермогена Никольского. В 1957 строится притвор, также происходит поднятие крестов. Епископом Ермогеном было совершено освящение реконструкции молитвенного дома, а пристроенного притвора — протоиереем Федором Симиненко.

## Настоятели
В 1980-1990-е годы в храме служил протоиерей Николай Пустовит. С 1997 по 2005 год настоятелем храма в сане иерея был Олег Варавин. С 2005 года по настоящее время приход возглавляет иерей Павел Сергеев.

## Галерея

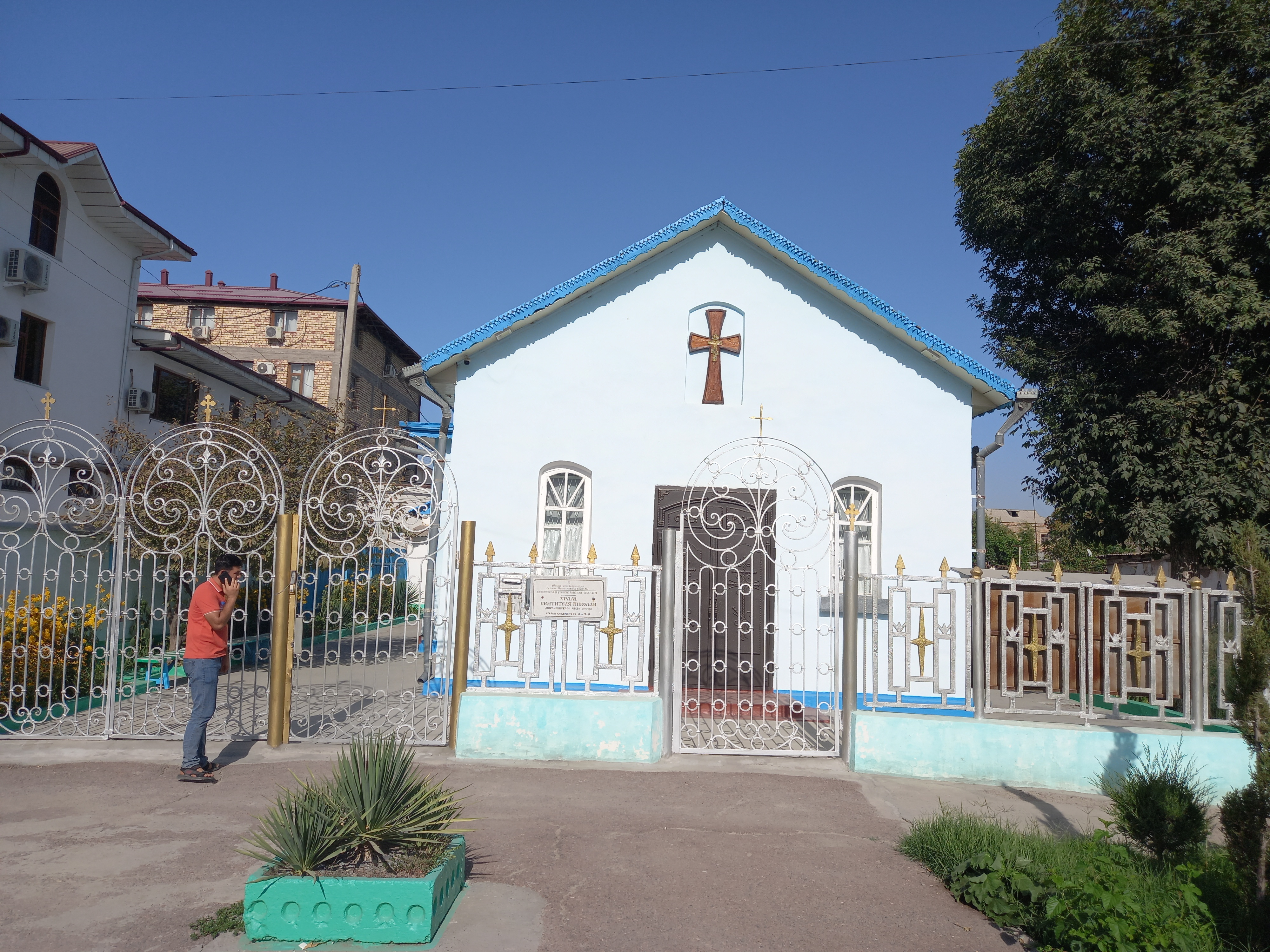
Главный вход в храм
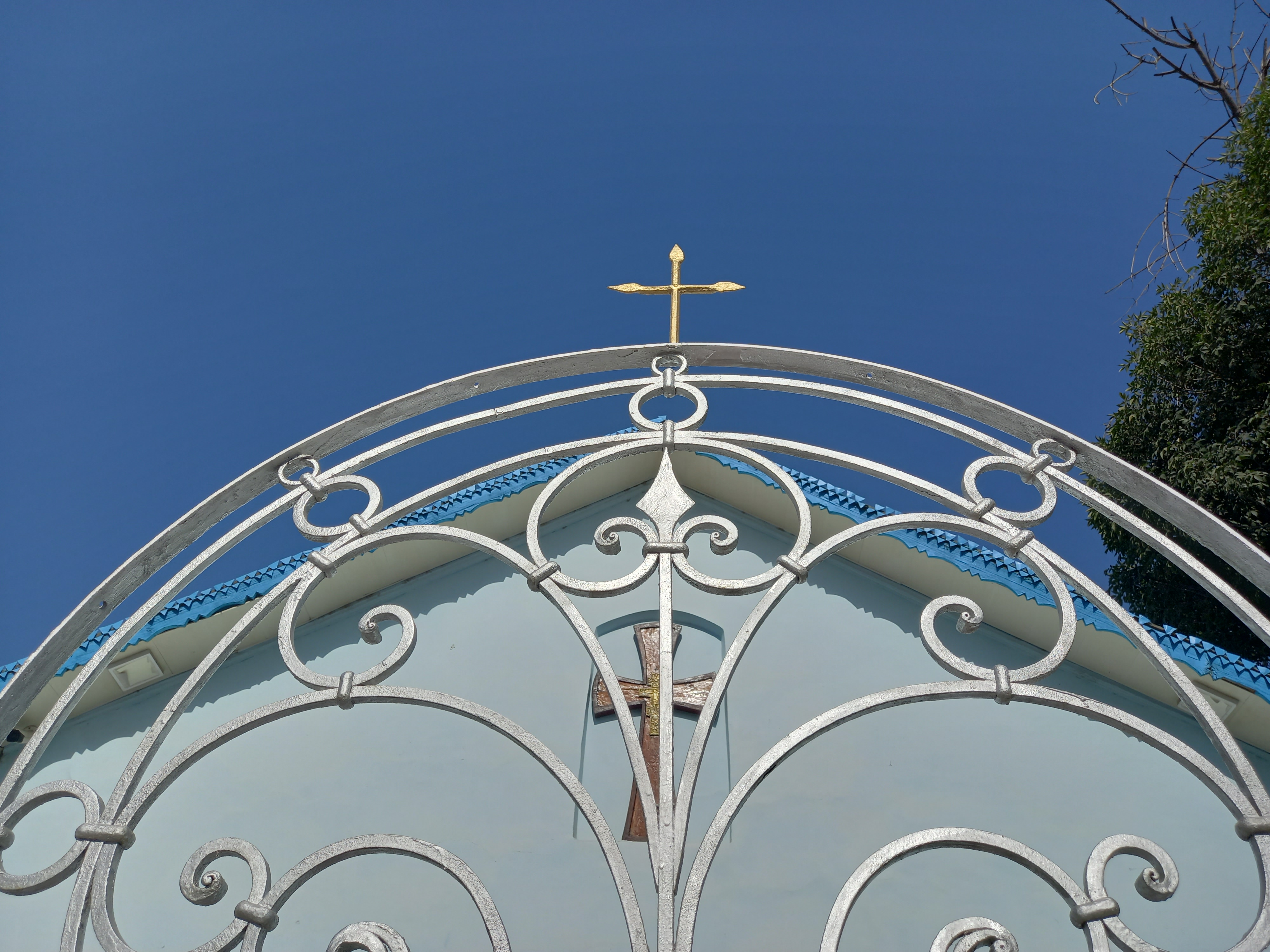
Ограда храма
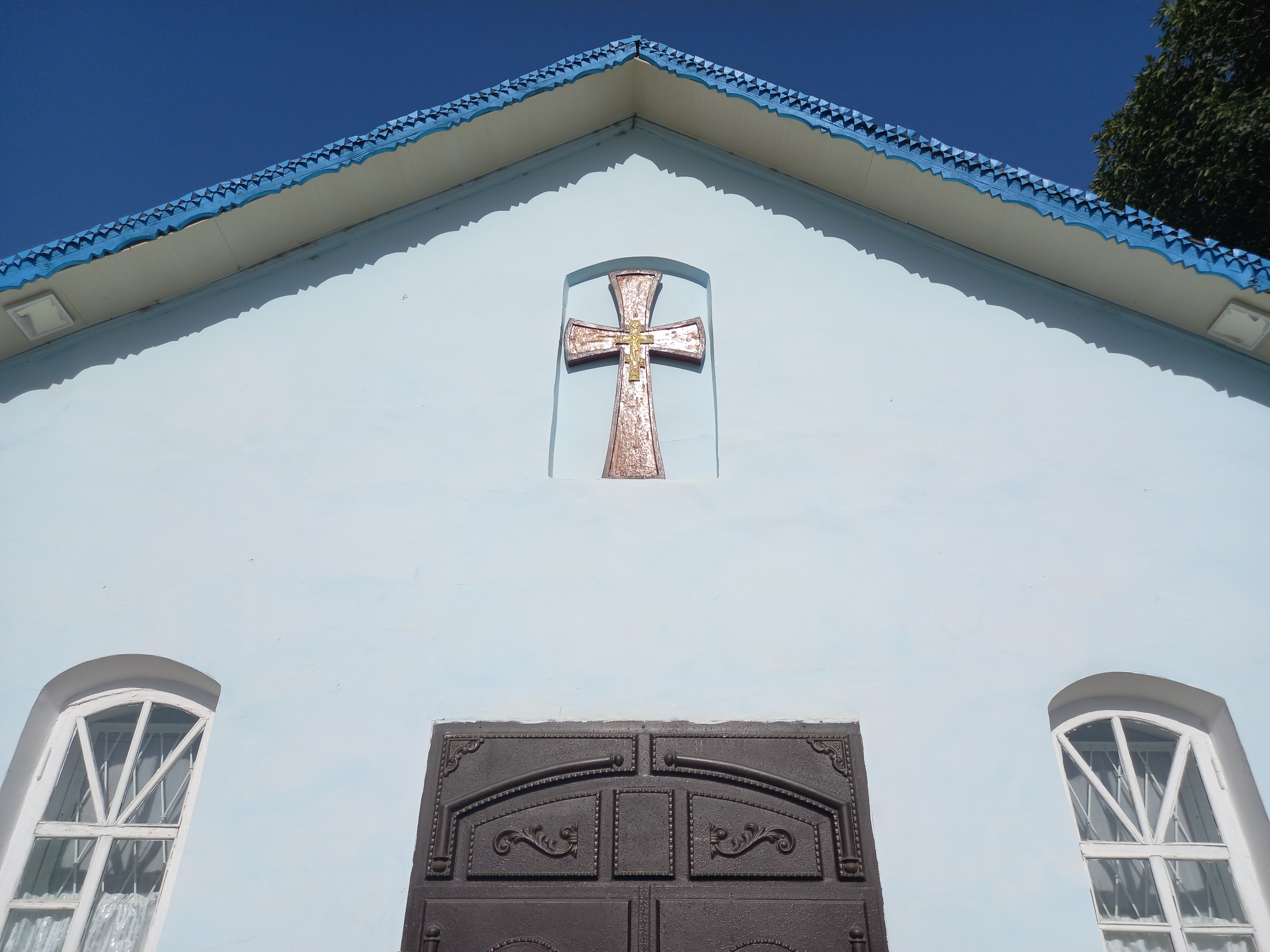
Крест на фасаде здания
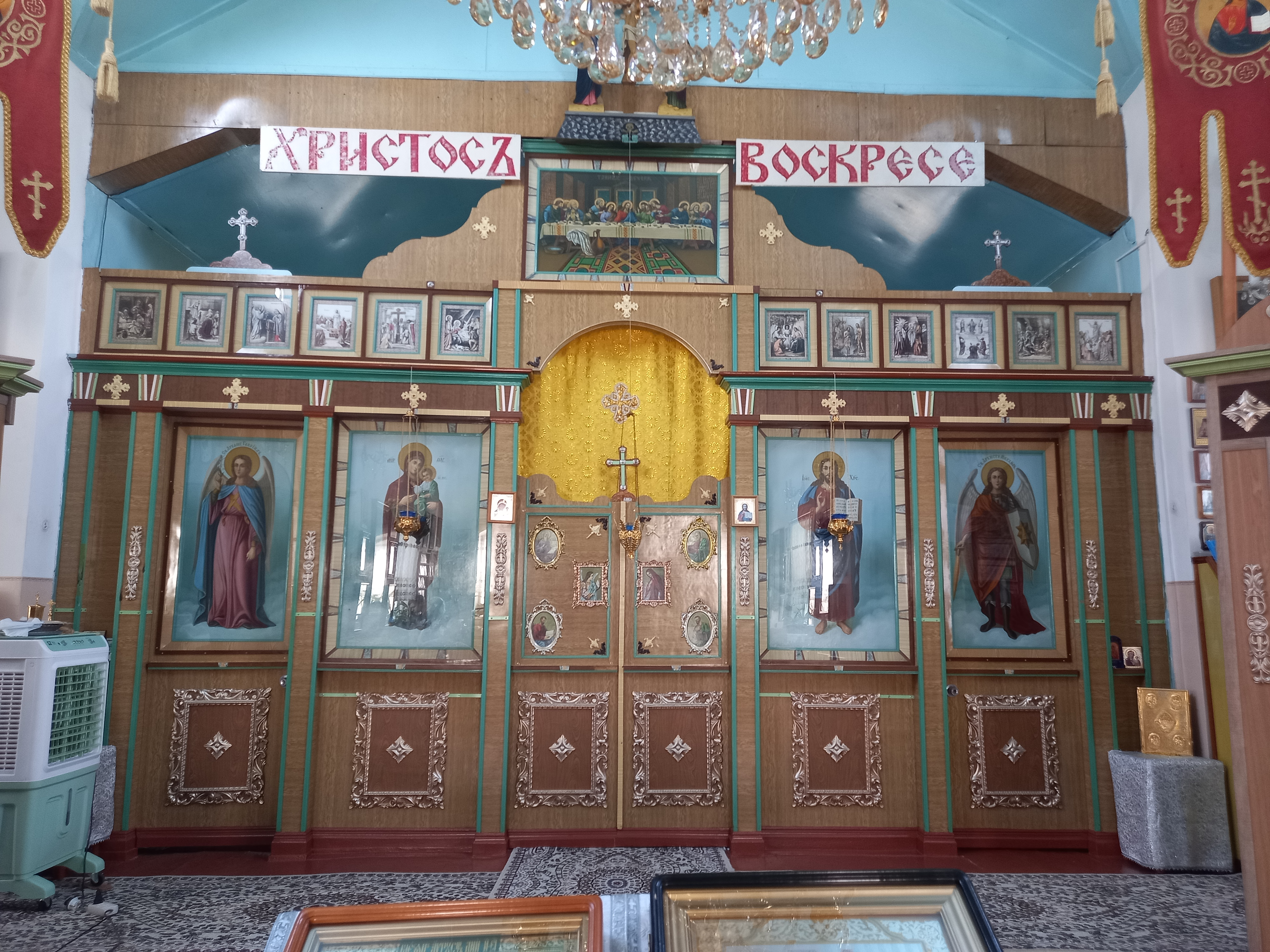
Алтарь
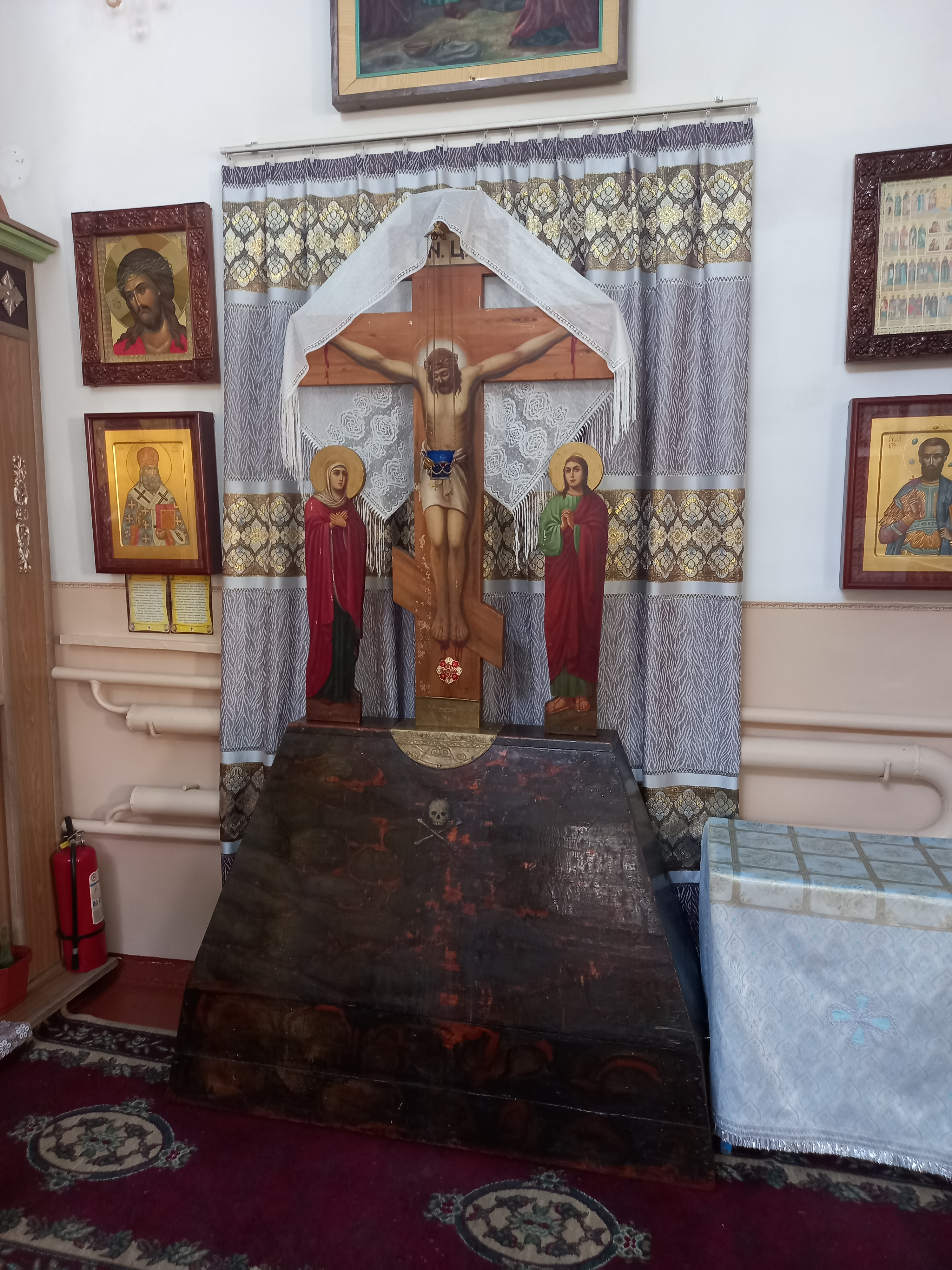
Иконы
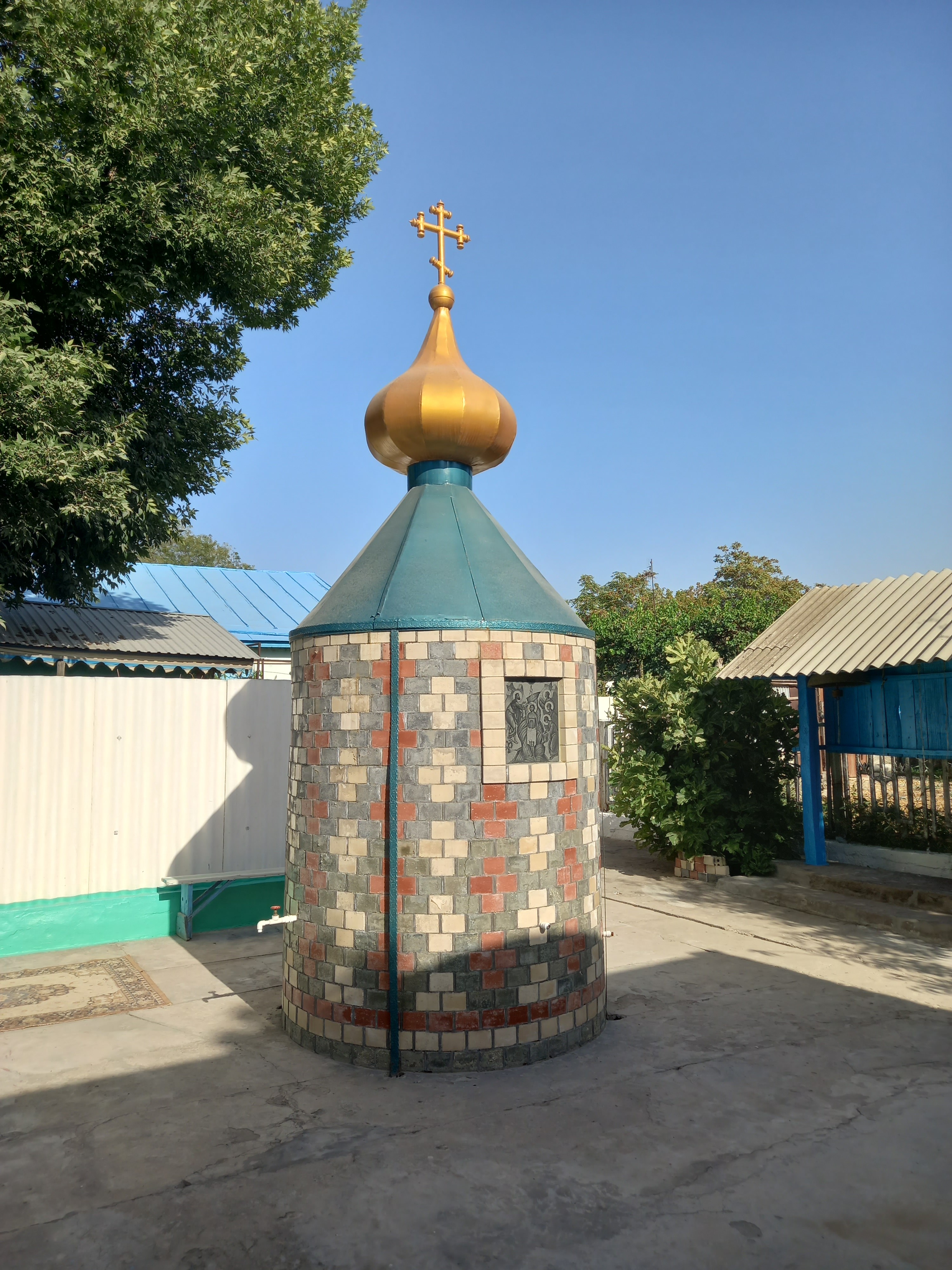